# Bezirksamt St. Blasien
| Basisdaten            | Basisdaten                         |
| --------------------- | ---------------------------------- |
| Staat                 | Großherzogtum Baden Republik Baden |
| Landeskommissärbezirk | Konstanz                           |
| Sitz                  | St. Blasien                        |
| Bestandszeitraum      | 1807–1924                          |
| Fläche                | 261,2 km² (1910)                   |
| Einwohner             | 9.951 (1910)                       |
| Bevölkerungsdichte    | 38 Einw./km² (1910)                |
| Gemeinden             | 17 (1924)                          |

Bezirksämter in Baden (Stand 1890)

Das Bezirksamt St. Blasien, im 19. Jahrhundert auch als Amt St. Blasien bezeichnet, war von 1807 bis 1924 ein Verwaltungsbezirk im Großherzogtum Baden und in der Republik Baden. Sein Gebiet gehört heute größtenteils zum Landkreis Waldshut in Baden-Württemberg.

## Geschichte
Im Rahmen der Säkularisation  fiel St. Blasien mit seinem näheren Umland 1806 an das Großherzogtum Baden. In Baden bildete dieses Gebiet zunächst das Amt Blasien in der Provinz des Oberrheins. Es umfasste 1807 unter anderem die Orte St. Blasien, Bernau, Ibach, Menzenschwand, Blasiwald, Höchenschwand, Wolpadingen, Vordertodtmoos und Hintertodtmoos.
Durch das Organisationsrescript vom 26. November 1809 wurde das Amt St. Blasien dem neuen Wiesenkreis zugeordnet. Als der Wiesenkreis 1815 aufgelöst wurde, kam das Amt St. Blasien zum Dreisamkreis. Ab 1832 gehörte das Amt St. Blasien zum Oberrheinkreis und ab 1864, nun explizit Bezirksamt genannt, zum Kreis Waldshut im Landeskommissärbezirk Konstanz.
Durch eine Verordnung des badischen Innenministers wurde das Bezirksamt St. Blasien zum 1. April 1924 aufgelöst:
- Die Gemeinden St. Blasien, Bernau, Blasiwald, Häusern, Menzenschwand und Schluchsee kamen zum Bezirksamt Neustadt.
- Die Gemeinde Todtmoos kam zum Bezirksamt Schopfheim.
- Die Gemeinden Amrigschwand, Höchenschwand, Ibach, Immeneich, Schlageten, Tiefenhäusern, Urberg, Wilfingen, Wittenschwand und Wolpadingen kamen zum Bezirksamt Waldshut.

## Einwohnerentwicklung
| Jahr | Einwohner | Quelle |
| ---- | --------- | ------ |
| 1814 | 08.266    | [ 8 ]  |
| 1834 | 11.161    | [ 9 ]  |
| 1852 | 11.129    | [ 10 ] |
| 1871 | 10.294    | [ 11 ] |
| 1890 | 09.896    | [ 12 ] |
| 1900 | 09.869    | [ 1 ]  |
| 1910 | 09.951    | [ 1 ]  |

## Gemeinden
Die folgende Tabelle enthält die Gemeinden, die dem Bezirksamt St. Blasien angehörten, ihre Einwohnerzahl bei den Volkszählungen von 1864, 1890 und 1910 sowie ihre heutige Zugehörigkeit. Von den heutigen Gemeinden liegt Schluchsee im Landkreis Breisgau-Hochschwarzwald. Alle übrigen Gemeinden gehören heute zum Landkreis Waldshut.
| Gemeinde      | 1864 | 1890 | 1910 | Heutige Zugehörigkeit      |
| ------------- | ---- | ---- | ---- | -------------------------- |
| Amrigschwand  | 709  | 601  | 436  | Höchenschwand              |
| Bernau        | 1506 | 1410 | 1275 | Bernau im Schwarzwald      |
| Blasiwald     | 340  | 330  | 313  | Schluchsee                 |
| Häusern       | 439  | 496  | 551  | Häusern                    |
| Höchenschwand | 377  | 376  | 343  | Höchenschwand              |
| Ibach         | 482  | 387  | 406  | Ibach                      |
| Immeneich     | 252  | 206  | 195  | St. Blasien                |
| Menzenschwand | 541  | 474  | 491  | St. Blasien                |
| St. Blasien   | 883  | 1348 | 1858 | St. Blasien                |
| Schlageten    | 409  | 341  | 300  | St. Blasien                |
| Schluchsee    | 772  | 551  | 573  | Schluchsee                 |
| Tiefenhäusern | 516  | 407  | 340  | Höchenschwand              |
| Todtmoos      | 1692 | 1383 | 340  | Todtmoos                   |
| Urberg        | 427  | 334  | 316  | Dachsberg (Südschwarzwald) |
| Wilfingen     | 684  | 532  | 469  | Dachsberg (Südschwarzwald) |
| Wittenschwand | 305  | 328  | 275  | Dachsberg (Südschwarzwald) |
| Wolpadingen   | 433  | 392  | 322  | Dachsberg (Südschwarzwald) |

## Amtmänner
- 1809–1815: Josef Wetzel
- 1815–1844: Franz Anton Ernst
- 1844–1848: Ludwig von Laroche
- 1848–1849: Hermann Baader
- 1849–1855: Johann Nepomuk Wetzel
- 1855–1860: Otto Sachs
- 1860–1864: Otto von Scherer
- 1865–1867: Otto Frey
- 1867–1875: Xaver Weiß
- 1875–1877: Ferdinand Lewald
- 1877–1882: Adolf Föhrenbach
- 1882–1888: Wilhelm Groos
- 1889–1890: Ernst Behr
- 1890–1895: Konrad Clemm
- 1895–1899: Anton Schmid
- 1899–1903: Wolfgang von Preen
- 1903–1908: Ernst Frech
- 1908–1924: Max Heß